# Trucidocynodon
Trucidocynodon riograndensis
Genre
Espèce
Trucidocynodon est un genre éteint de thérapsides cynodontes appartenant à la famille également éteinte des Ecteniniidae, ayant vécu durant le Trias supérieur, vers environ 220 millions d'années avant notre ère, dans ce qui est aujourd'hui le sud du Brésil. Une seule espèce est connue, Trucidocynodon riograndensis, décrite en 2010 à partir d'un squelette quasi complet découvert dans la formation Santa Maria. Un deuxième fossile concernant un crâne un peu plus grand que celui du fossile holotype, a été officialisé en 2018.

## Découverte
Les fossiles de Trucidocynodon ont été découverts dans les affleurements de la formation Santa Maria dans le géoparc d'Adugo, au sein de la région de Rio Grande do Sul, dans le sud du Brésil. T. riograndensis est semblable à son proche parent Ecteninion qui date également du Trias supérieur, mais provenant de la formation Ischigualasto de l'Argentine. Il diffère de ce dernier à plusieurs égards, y compris sa plus grande taille. Il est connu qu'à partir d'un squelette holotype presque complet décrit en 2010, ainsi que d'un crâne référencé dont la découverte a été officialisé en 2018.

## Description

### Taille

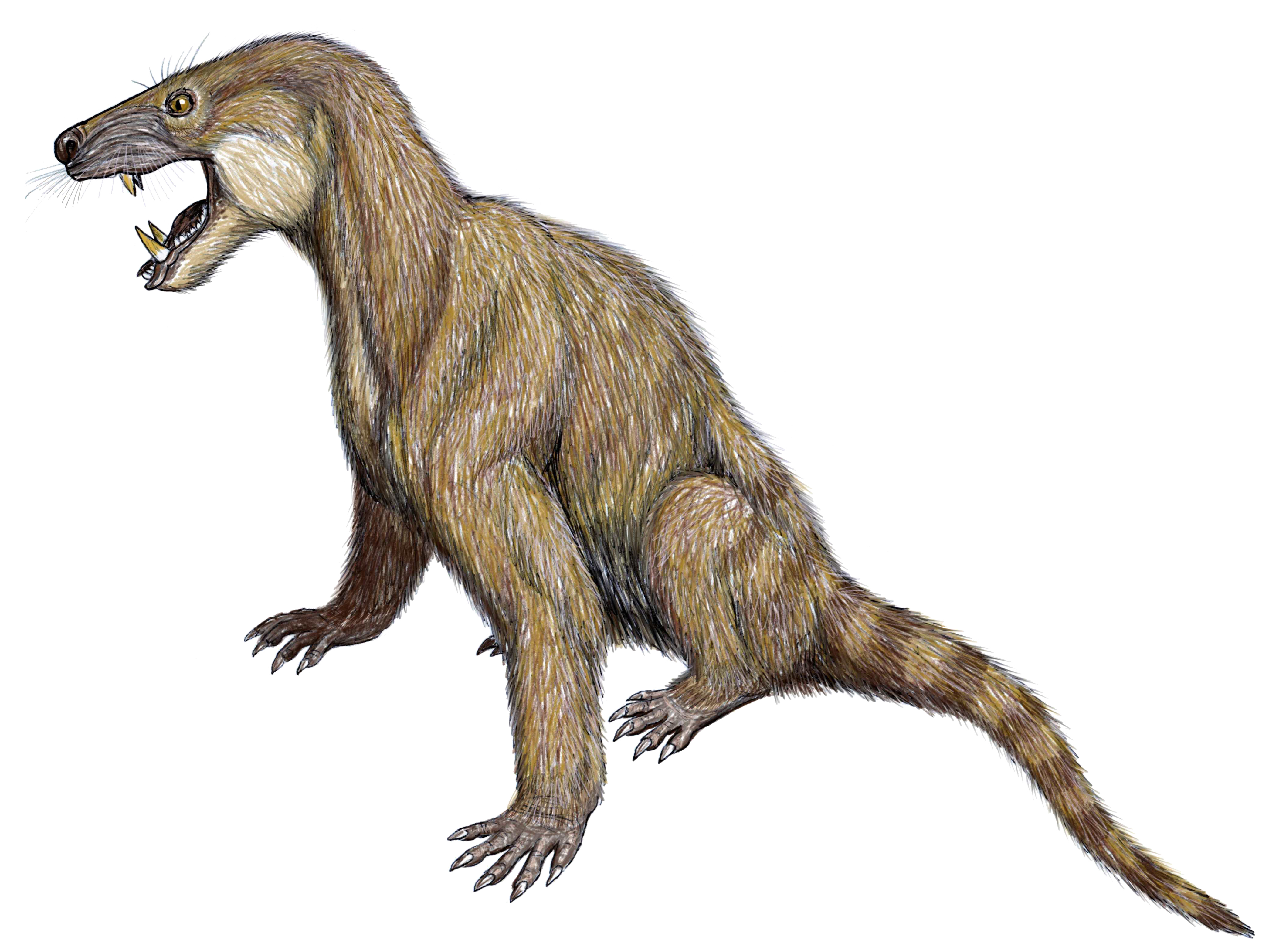
Vue d'artiste de T. riograndensis par Dimirti Bogdanov.

Trucidocynodon est particulièrement remarquable pour sa grande taille, cela contredit l'idée que les cynodontes sont devenus moins diversifiés sur le plan écologique en raison de la concurrence des archosaures. Le squelette holotype a une longueur estimée à 1,2 mètre, tandis que le crâne référencé est 17 % plus grand que celui de l'autre fossile, ce qui laisse suggérer qu'il est de taille comparable à celle d'un léopard adulte moderne. Trucidocynodon est considéré comme l'un des plus grands cynodontes carnivores connus du Trias, ainsi que l'un des plus grands probainognathiens de tout le Mésozoïque.

### Membres
Une étude biomécanique montrent que Trucidocynodon a non seulement des membres dressés, mais aussi des membres antérieurs digitigrades, étant parmi les premiers synapsides à montrer des adaptations pour la cursorialité, bien qu'il ne soit pas un coureur aussi spécialisé que les mammifères curseurs actuels comme les ongulés.